# Сексте, Яна Викторовна
Я́на Ви́кторовна Сексте (латыш. Jana Sekste; род. 6 апреля 1980, Рига) — латвийская и российская актриса театра и кино.

## Биография
Яна Сексте родилась 6 апреля 1980 года в Риге. В 2002 году окончила Школу студию МХАТ (курс О. Табакова и М. Лобанова). По окончании училища три сезона работала в Рижском русском театре, где сыграла несколько ролей. По результатам опроса зрителей стала лучшей молодой актрисой Рижского театра русской драмы сезона 2003—2004 годов.
В 2005 году была принята в труппу театра-студии п/р Табакова. Параллельно была занята в спектаклях МХТ им. Чехова.
В 2008—2009 годах Сексте была замужем за актёром Максимом Матвеевым. В ноябре 2013 года она вышла замуж за композитора Дмитрия Марина. 1 августа 2014 года у неё родилась дочь Анна.

## Награды и номинации
- 2006 — Премия газеты «Московский комсомолец» в номинации «Лучший актёрский ансамбль». Спектакль «Рассказ о семи повешенных» Л. Андреева
- 2006 — Премия «Триумф» (Молодёжная)
- 2008 — Премия газеты «Московский комсомолец» в номинации «Полумэтры: лучший дуэт» за роль Марютки в спектакле МХТ им. А. П. Чехова «Сорок первый. Opus Posth.»
- 2008 — Благотворительная премия фонда поддержки и развития О. Табакова за роль Марютки в спектакле МХТ им. А. П. Чехова «Сорок первый. Opus posth»[5]
- 2009 году — номинация на премию «Звезда театрала», категория «За лучший ансамбль» (совместно с Андреем Фоминым, Сергеем Сосновским, Евгением Миллером, Юрием Чурсиным за работу в спектакле «Старший сын» по пьесе Александра Вампилова[6].
- 2017 — Благодарность Министра Правительства Москвы, Руководителя Департамента Культуры города Москвы
- 2017 — Благодарность Мэра Москвы

## Творчество

### Роли в театре
МХТ им. Чехова
- 2001 — «Старосветские помещики» Н. В. Гоголя. Режиссёр: Миндаугас Карбаускис — девка
- 2008 — «Сорок первый. Opus Posth» Бориса Лавренёва. Режиссёр: Виктор Рыжаков — Марютка

Рижский русский театр им. Михаила Чехова
- «Натали»[когда?] — Соня
- «Билокси-блюз»[когда?] — Дези
- «Бесплодные усилия любви»[когда?] — Мотылёк
- «Вишнёвый сад»[когда?] — Дуняша
- «Великолепный рогоносец»[когда?] — Стелла
- «Любовь как диагноз»[когда?] — Федра

Московский театр-студия п/р Олега Табакова
- «Билокси-Блюз»[когда?] Нил Саймон. Режиссёр: Олег Табаков — Дэзи
- 2004 — «Дядя Ваня» А.П. Чехов. Режиссёр: Миндаугас Карбаускис — Соня
- 2005 — «Блюз Толстяка Фредди» Филипс Дж. Барри. Режиссёр: Андрей Дрознин — Дженни
- 2005 — «Рассказ о семи повешенных» — Муся
- 2006 — «ПОХОЖДЕНИЕ, составленное по поэме Н. В. Гоголя „Мёртвые души“» — Девушка
- 2007 — «Рассказ о счастливой Москве» — Девушка
- 2008 — «Старший сын» А. Вампилова. Режиссёр: Константин Богомолов — Нина
- 2008 — «Отцы и дети» И. С. Тургенева. Режиссёр: Константин Богомолов — Фенечка
- 2009 - "Волки и овцы" А. Н. Островского. Режиссер К. Богомолов - Тамерлан.
- 2014 - "Три сестры" А.П. Чехов. Режиссер А. Марин - Наталья Ивановна.
- 2015 - "Буря. Вариации." У. Шекспир. Режиссер А. Марин - Ариэль.
- 2016 - «В ожидании варваров» Джон М. Кутзее. Режиссер А. Марин - Девушка, Девочка без сна.
- 2017 - "Катерина Ильвовна» по очерку Н. Лескова «Леди Макбет Мценского уезда». Режиссер А. Сигалова  - Аксинья.
- 2019 - "Матросская тишина" А. Галича. Режиссеры В. Машков и А. Марин - Роза Гуревич.
- 2019 - "Ревизор" Н.В. Гоголя. Режиссер - С. Газаров - Анна Андреевна.
- 2019 - «Моя прекрасная леди» Алана Джея Лернера и Фредерика Лоу. Режиссер - А. Сигалова - миссис Пирс.
- 2020 - "Голубой щенок" Ю. Энтин,, Г. Гладков. Режиссер - Н. Владимиров - Рыба-Пила.
- 2020 - "И никого не стало" А. Кристи. Режиссер - В. Машков - миссис Роджерс.
- 2021 - "Страсти по Бумбарашу". Режиссёр - В. Машков - бандитка у Атаманши.

### Роли в кино
| Год  |     | Название                                              | Роль                                                                    |
| ---- | --- | ----------------------------------------------------- | ----------------------------------------------------------------------- |
| 2006 | ф   | Алмазы на десерт                                      | Имя персонажа не указано                                                |
| 2007 | с   | Служба доверия (10-я серия «Ошибка»)                  | Юля Коркина                                                             |
| 2009 | ф   | Охота                                                 | Элга                                                                    |
| 2010 | ф   | Крыса                                                 | жена Андрея Оксана                                                      |
| 2011 | с   | Контригра                                             | Эльжбета                                                                |
| 2011 | с   | Небесный суд                                          | Лилит                                                                   |
| 2012 | ф   | Жить                                                  | Томка                                                                   |
| 2012 | ф   | Андрейка                                              | Лиза                                                                    |
| 2012 | ф   | Небесные жёны луговых мари                            | Оразви                                                                  |
| 2013 | с   | Оттепель                                              | кинооператор Люся Полынина                                              |
| 2014 | с   | Небесный суд. Продолжение                             | Лилит                                                                   |
| 2014 | с   | Прощай, любимая!                                      | Оксана Троянова                                                         |
| 2014 | с   | Чудотворец                                            | Зоя Хрулёва                                                             |
| 2015 | с   | Город                                                 | Майя Анцифирова                                                         |
| 2016 | с   | Частица вселенной                                     | астронавт Меганн Райт                                                   |
| 2016 | ф   | Страна чудес                                          | официантка                                                              |
| 2016 | ф   | Следователь Тихонов                                   | Елизавета Благолепова                                                   |
| 2016 | кор | Фонограф                                              | пианистка Александра Ивановна Губерт                                    |
| 2016 | ф   | Петербург. Только по любви (История 1-я «Сны Иосифа») | Люба                                                                    |
| 2017 | ф   | Большой                                               | Светка                                                                  |
| 2018 | ф   | Сердце мира                                           | Даша                                                                    |
| 2018 | ф   | Операция "Сатана"                                     | Лора Купер                                                              |
| 2018 | с   | Никто не узнает                                       | Юля                                                                     |
| 2018 | с   | Хор                                                   | Вера                                                                    |
| 2019 | с   | Дипломат                                              | госпожа ван дер Бильдт                                                  |
| 2019 | с   | Цыплёнок жареный                                      | Тома                                                                    |
| 2019 | с   | Отчаянные                                             | Руднева, частный детектив                                               |
| 2021 | с   | Выжившие                                              | Рина                                                                    |
| 2021 | с   | Коса                                                  | Марина Зотова                                                           |
| 2021 | с   | Пробуждение                                           | Вера, психотерапевт                                                     |
| 2021 | с   | «Везёт»                                               | Люба, бывшая жена Ивана                                                 |
| 2022 | ф   | Жанна                                                 | Татьяна, бухгалтер                                                      |
| 2022 | с   | Триггер-2                                             | Татьяна                                                                 |
| 2023 | с   | Вика-ураган                                           | Маргарита Сергеевна Ежова, инспектор по УДО                             |
| 2024 | ф   | Мастер и Маргарита                                    | Прасковья Фёдоровна                                                     |
| 2024 | с   | Внутри убийцы                                         | Катерина Самара, шеф Зои и Тимофея, глава Отдела поведенческого анализа |
| 2025 | ф   | В списках не значился                                 | Христя                                                                  |